# قورباغه پینوکیو
قورباغه پینوکیو (نام علمی:  Litoria pinocchio)، جانوری دوزیست از راسته بی‌دمان است، این قورباغه درختی زائده بلندی بر روی بینی اش دارد که در زمان فعالیت به سمت بالا متمایل شده و در زمان بی حرکتی به سمت پایین صورت قورباغه قرار می‌گیرد.
این قورباغه در جنگل‌های استرالیا پیدا شده و یک قورباغه درختی است. این حیوان عجیب در یک سفر جغرافیایی در سال ۲۰۰۸ به صورت اتفاقی کشف شد. قورباغه پینوکیو می‌تواند بینی خود را باد کرده و بزرگ و کوچک کند، وقتی قورباغه آرام و ساکت است بینی اش معمولاً خوابیده به سمت پایین است و وقتی جنب و جوش دارد بلند و بزرگ می‌شود.[2]